# Fiat Grande Panda

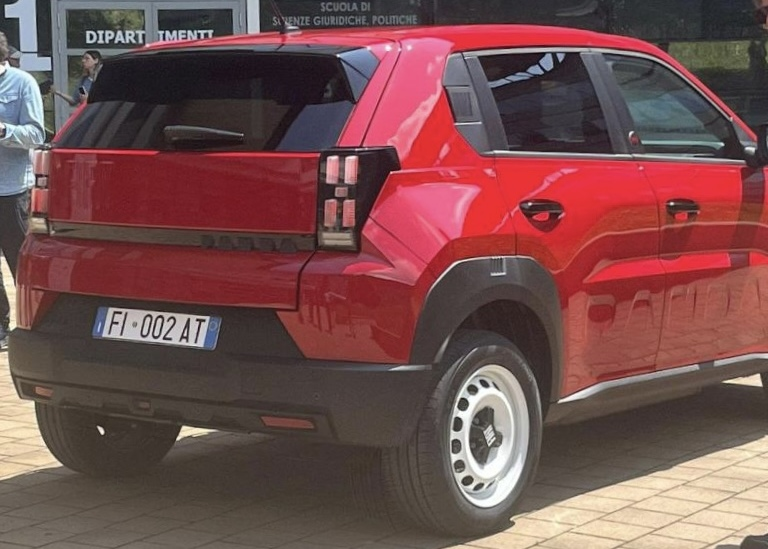
Вид сзади

Fiat Grande Panda — субкомпактный автомобиль, выпускающийся с 2024 года итальянской компанией Fiat.

## Описание
Впервые Fiat Grande Panda был представлен 14 июня 2024 года. Интерьер и полные технические характеристики были обнародованы позже, 11 июля, что совпало со 125-летней юбилейной церемонией, состоявшейся на конференции La Pista 500 в здании Lingotto в Турине.
Модель базируется на платформе Common Modular, на которой также базируются четвёртое поколение Citroen C3 и Opel Frontera. Fiat Grande Panda выпускается в виде как гибридного автомобиля, так и электромобиля.